# Women's Tour of New Zealand
Il Women's Tour of New Zealand (it. Giro della Nuova Zelanda femminile) è stata una corsa a tappe femminile di ciclismo su strada, che si svolgeva in Nuova Zelanda, ogni anno tra la fine di febbraio e l'inizio di marzo. Ha fatto parte del Calendario internazionale femminile UCI, classe 2.2.

## Albo d'oro
Aggiornato all'edizione 2015.
| Anno      | Vincitrice        | Seconda            | Terza            |
| --------- | ----------------- | ------------------ | ---------------- |
| 2005      | Catherine Sell    | Katie Brown        | Miho Oki         |
| 2006      | Sarah Ulmer       | Priska Doppmann    | Trixi Worrack    |
| 2007      | Judith Arndt      | Leigh Hobson       | Lorian Graham    |
| 2008      | Kristin Armstrong | Oenone Wood        | Erinne Willock   |
| 2009      | Amber Halliday    | Min Gao            | Lang Meng        |
| 2010      | Shelley Evans     | Amber Neben        | Tiffany Cromwell |
| 2011      | Judith Arndt      | Catherine Cheatley | Ruth Corset      |
| 2012      | Evelyn Stevens    | Shara Gillow       | Taryn Heather    |
| 2013-2014 | non disputato     | non disputato      | non disputato    |
| 2015      | Tayler Wiles      | Megan Guarnier     | Evelyn Stevens   |